# Őszi földibagoly

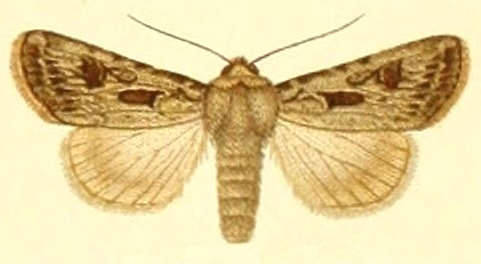
Hím

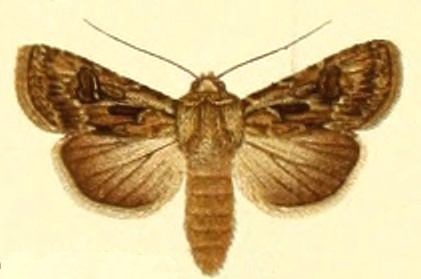
Nőstény

Az őszi földibagoly vagy fenyő bagolypille (Agrotis vestigialis)  a rovarok (Insecta) osztályának a lepkék (Lepidoptera) rendjéhez, ezen belül a bagolylepkefélék (Noctuidae) családjához tartozó faj.

## Elterjedése
A faj széles körben elterjedt Európában, kivéve Észak-Finnországot és Norvégiát, valamint a Földközi-tenger környékét.

## Megjelenése
A lepke szárnyfesztávolsága 32–44 mm. Az első szárnyak alapszíne nagyon eltérő lehet: a világosbarna, a kék-szürke és lila, a barna és sötétbarna között változhat. A hátsó szárnyak szürkésbarnák félhold alakú folttal.
- f. sagittiferus, Haw., sötétbarna hátsó szárnyak
- f. albidior, Pet., fehéres hátsó szárnyak
- f. nigra, Tutt., fekete hátsó szárnyak
- Hernyó: földszürke színű, néha zöldes, vöröses

## Életmódja
- nemzedék:  nappal és éjszaka is repülnek júliustól szeptemberig
- hernyók tápnövényei:   füvek , Galium, Stellaria fajok vagy a fiatal fenyők (Pinus), amelyek révén a káros lehet az erdei fenyő ültetvényekre.

## Fordítás
- Ez a szócikk részben vagy egészben  a   Kiefernsaateule című német Wikipédia-szócikk fordításán alapul.  Az eredeti cikk szerkesztőit annak laptörténete sorolja fel. Ez a jelzés csupán a megfogalmazás eredetét és a szerzői jogokat jelzi, nem szolgál a cikkben szereplő információk forrásmegjelöléseként.